# Nevromus intimus
Nevromus intimus är en insektsart som beskrevs av Robert McLachlan 1869.
Nevromus intimus ingår i släktet Nevromus och familjen Corydalidae. Inga underarter finns listade i Catalogue of Life.